# Verteuil-sur-Charente
 Verteuil-sur-Charente  es una población y comuna francesa, en la región de Poitou-Charentes, departamento de Charente, en el distrito de Angoulême y cantón de Ruffec.

## Demografía
| 803 | 802 | 719 | 770 | 714 | 718 |
| Para los censos de 1962 a 1999 la población legal corresponde a la población sin duplicidades (Fuente: INSEE [Consultar]) |     |     |     |     |     |